# هيرب بوكسر
هيرب بوكسر (بالإنجليزية: Herb Boxer)‏ هو لاعب هوكي جليد أمريكي، ولد في 4 يونيو 1947 في هانكوك في الولايات المتحدة.

## وصلات خارجية
- هيرب بوكسر على موقع EliteProspects.com (الإنجليزية)
- هيرب بوكسر على موقع HockeyDB.com (الإنجليزية)